# ジェシカ・アンドラージ
ジェシカ・アンドラージ（Jéssica Andrade、1991年9月25日 - ）は、ブラジルの女性総合格闘家。パラナ州ウムアラマ出身。パラナ・バーリトゥード所属。元UFC世界女子ストロー級王者。UFC世界女子フライ級ランキング9位・女子ストロー級ランキング5位。

## 来歴
1991年、パラナ州ウムアラマの農家に生まれ、幼い頃から兄と共にプランテーションで働き、両親の仕事を手伝っていた。女子ブラジル代表のマルタに憧れ、プロサッカー選手を目指していたアンドラージは、サッカーの大会で活躍してサンパウロFCからスカウトを受けたこともあったが、親元を離れて一人でサンパウロに行くことを母親に反対されたため、加入は実現しなかった。
格闘技との出会いは学生時代に始めた柔道で、高校を卒業してからはブラジリアン柔術に取り組んだ。2011年、大会の数日前に出場オファーを受け、地元で開催された大会でプロ総合格闘技デビュー。アンドラージはスパーリングの経験すらなかったが、見事にTKO勝ちを収め、ウムアラマのグレイシー・ウマイタで本格的に総合格闘技のトレーニングを積むようになった。
2012年9月15日、Bitetti Combat 12でボクシングの元WIBA世界ライトウェルター級王者のドゥダ・ヤンコビッチと対戦し、ギロチンチョークで一本勝ち。この試合の後から、リオデジャネイロ州ニテロイのパラナ・バーリトゥードに練習拠点を移した。

### UFC
2013年7月27日、UFC初参戦となったUFC on FOX 8で女子バンタム級ランキング5位のリズ・カムーシュと対戦し、パウンドでTKO負け。この試合はUFCで初めてとなる同性愛を公表している選手同士の試合であった。
2014年3月15日、UFC 171で女子バンタム級ランキング13位のラケル・ペニントンと対戦し、2-1の判定勝ち。
2015年2月22日、UFC Fight Night: Bigfoot vs. Mirでマリオン・レノーと対戦し、三角絞めで一本負け。
2015年9月5日、UFC 191でラケル・ペニントンと再戦し、リアネイキドチョークで一本負け。この試合を最後にバンタム級（-61.2kg）からストロー級（-52.2kg）に階級を落とした。
2016年6月4日、ストロー級転向初戦となったUFC 199で女子ストロー級ランキング6位のジェシカ・ペネと対戦し、スタンドのパンチラッシュでTKO勝ち。
2016年9月10日、UFC 203で女子ストロー級ランキング7位のジョアン・コールダウッドと対戦し、ギロチンチョークで一本勝ち。パフォーマンス・オブ・ザ・ナイトを受賞した。
2017年2月4日、UFC Fight Night: Bermudez vs. Korean Zombieで元Invicta FC世界ストロー級王者のアンジェラ・ヒルと対戦し、3-0の判定勝ち。ファイト・オブ・ザ・ナイトを受賞した。
2017年5月13日、UFC 211のUFC世界女子ストロー級タイトルマッチで王者のヨアナ・イェンジェイチックに挑戦し、0-3の判定負け。王座獲得に失敗した。
2017年9月23日、日本で開催されたUFC Fight Night: Saint Preux vs. Okamiで女子ストロー級ランキング1位のクラウディア・ガデーリャと対戦し、3-0の判定勝ち。ファイト・オブ・ザ・ナイトを受賞した。試合前には調整のため自腹でホテルを取って早期来日し、AACCで浜崎朱加やRENAと共にトレーニングを行った。
2018年2月24日、UFC on FOX 28で女子ストロー級ランキング5位のティーシャ・トーレスと対戦し、3-0の判定勝ち。
2018年9月8日、UFC 228で女子ストロー級ランキング4位のカロリーナ・コバケビッチと対戦し、右フック一発でコバケビッチを失神させKO勝ち。パフォーマンス・オブ・ザ・ナイトを受賞した。

#### UFC世界王座獲得
2019年5月11日、UFC 237の世界女子ストロー級タイトルマッチで王者のローズ・ナマユナスに挑戦。ケージ際でキムラロックを狙ったナマユナスをリフトし、投げ技のスラムで頭からマットに叩きつけて失神KO勝ちを収め、王座獲得に成功した。ファイト・オブ・ザ・ナイトとパフォーマンス・オブ・ザ・ナイトを同時受賞した。

#### 世界王座陥落
2019年8月31日、UFC Fight Night: Andrade vs. ZhangのUFC世界女子ストロー級タイトルマッチで女子ストロー級ランキング6位で挑戦者のジャン・ウェイリーと対戦。ケージ際の攻防でウェイリーから膝蹴り及び肘打ちをもらうと、そのまま右パンチで崩れ落ち、最後は追撃のパウンドでTKO負けを喫し王座から陥落した。
2020年7月11日、UFC 251で女子ストロー級ランキング2位のローズ・ナマユナスと再戦し、1-2の判定負け。試合に敗れはしたものの、ファイト・オブ・ザ・ナイトを受賞した。
2020年10月18日、フライ級転向初戦となったUFC Fight Night: Ortega vs. The Korean Zombieで女子フライ級ランキング1位のケイトリン・チュケイギアンと対戦し、右ボディブローで1RTKO勝ち。パフォーマンス・オブ・ザ・ナイトを受賞した。
2021年4月24日、UFC 261のUFC世界女子フライ級タイトルマッチで王者ヴァレンティーナ・シェフチェンコに挑戦し、マット・ヒューズ・ポジションでの肘打ち連打で2RTKO負け。二階級制覇に失敗した。
2021年9月25日、UFC 266で女子フライ級ランキング5位のシンシア・カルビーロと対戦し、スタンドパンチ連打で1RTKO勝ち。
2022年4月23日、UFC Fight Night: Lemos vs. Andradeで女子ストロー級ランキング10位のアマンダ・レモスと対戦し、UFC史上初となるスタンドの肩固めで1R一本勝ち。パフォーマンス・オブ・ザ・ナイトを受賞した。
2023年1月21日、UFC 283で女子フライ級ランキング4位のローレン・マーフィーと対戦し、3-0の判定勝ち。
2023年2月18日、UFC Fight Night: Andrade vs. Blanchfieldで女子フライ級ランキング10位のエリン・ブランチフィールドと対戦し、リアネイキドチョークで2R一本負け。
2023年5月6日、UFC 288で女子ストロー級ランキング6位のヤン・シャオナンで対戦し、カウンターの右ストレートでダウンを奪われパウンドで1RTKO負け。
2023年8月5日、UFC on ESPN: Sandhagen vs. Fontで女子ストロー級ランキング10位のタチアナ・スアレスと対戦し、ギロチンチョークで2R一本負け。
2023年11月11日、UFC 295で女子ストロー級ランキング7位のマッケンジー・ダーンと対戦し、右ストレートで2RTKO勝ち。パフォーマンス・オブ・ザ・ナイトを受賞した。
2024年4月13日、UFC 300で女子ストロー級ランキング6位のマリナ・ロドリゲスと対戦し、2-1の判定勝ち。
2024年9月7日、UFC Fight Night: Burns vs. Bradyで女子フライ級ランキング8位のナタリア・シウバと対戦し、0-3の判定負け。敗れはしたものの、ファイト・オブ・ザ・ナイトを受賞した。

## ファイトスタイル
対戦相手を軽々とリフトする強靭なフィジカルと、一撃でノックアウトを狙えるパワフルな打撃が武器のファイター。左右のフックを振り回しながら前進し続けるアグレッシブなスタイルは、全盛期のヴァンダレイ・シウバにも喩えられる。適正階級ではなかったバンタム級から転向後は持ち前のパワーで相手を圧倒してしまう試合も多い。

## 人物・エピソード
- レズビアンであることを公表している。2017年5月のヨアナ・イェンジェイチックとの試合直後、恋人のフェルナンダ・ゴメスにプロポーズし、2019年に結婚した[17][18]。
- ニックネームの「バチ・エスタカ（Bate Estaca）」は、ポルトガル語で「パイルドライバー」を意味する。アンドラージがブラジリアン柔術を始めて間もない頃、試合中に相手選手に腕を極められそうになった時に、慌てて相手選手を持ち上げ、スラムで頭から叩きつけてしまい反則で失格になったことがきっかけで名付けられた[19][20]。
- UFCにはトレーニング環境の整ったアメリカのジムを拠点とするファイターが多い中、「ルーツを大事にして強くなっていきたい」という想いから、トップファイターとなった後もファヴェーラで暮らしながら、ブラジル国内でトレーニングを続けている[21]。
- 日本のアニメ『ドラゴンボールZ』が好きで、さいたまスーパーアリーナで開催されたUFC Fight Night: Saint Preux vs. Okamiに参戦した際は、主題歌の「CHA-LA HEAD-CHA-LA」を入場曲に使用した[21]。
- 2019年5月30日、ブラジルで妻のフェルナンダと一緒に車に乗っている時に拳銃を持った武装強盗に遭い、愛車のホンダ・HR-Vと携帯電話を奪われてしまった[22]。

## 戦績
| 総合格闘技 戦績 | 総合格闘技 戦績 | 総合格闘技 戦績 | 総合格闘技 戦績 | 総合格闘技 戦績 | 総合格闘技 戦績 | 総合格闘技 戦績 |
| --------------- | --------------- | --------------- | --------------- | --------------- | --------------- | --------------- |
| 41 試合         | (T)KO           | 一本            | 判定            | その他          | 引き分け        | 無効試合        |
| 26 勝           | 10              | 8               | 8               | 0               | 0               | 0               |
| 15 敗           | 5               | 4               | 6               | 0               | 0               | 0               |

| 勝敗 | 対戦相手                           | 試合結果                                  | 大会名                                                                     | 開催年月日     |
| ×    | ルーピー・ゴディネス               | 5分3R終了 判定0-3                         | UFC 319: du Plessis vs. Chimaev                                            | 2025年8月16日  |
| ×    | ジャスミン・ジャスダビシアス       | 1R 2:40 リアネイキドチョーク              | UFC 315: Muhammad vs. Della Maddalena                                      | 2025年5月10日  |
| ×    | ナタリア・シウバ                   | 5分3R終了 判定0-3                         | UFC Fight Night: Burns vs. Brady                                           | 2024年9月7日   |
| ○    | マリナ・ロドリゲス                 | 5分3R終了 判定2-1                         | UFC 300: Pereira vs. Hill                                                  | 2024年4月13日  |
| ○    | マッケンジー・ダーン               | 2R 3:15 TKO（右ストレート）               | UFC 295: UFC 295: Procházka vs. Pereira                                    | 2023年11月11日 |
| ×    | タチアナ・スアレス                 | 2R 1:31 ギロチンチョーク                  | UFC on ESPN 50: Sandhagen vs. Font                                         | 2023年8月5日   |
| ×    | ヤン・シャオナン                   | 1R 2:20 TKO（右ストレート→パウンド）      | UFC 288: Sterling vs. Cejudo                                               | 2023年5月6日   |
| ×    | エリン・ブランチフィールド         | 2R 1:37 リアネイキドチョーク              | UFC Fight Night: Andrade vs. Blanchfield                                   | 2023年2月18日  |
| ○    | ローレン・マーフィー               | 5分3R終了 判定3-0                         | UFC 283: Teixeira vs. Hill                                                 | 2023年1月21日  |
| ○    | アマンダ・レモス                   | 1R 3:13 肩固め                            | UFC Fight Night: Lemos vs. Andrade                                         | 2022年4月23日  |
| ○    | シンシア・カルビーロ               | 1R 4:54 TKO（スタンドパンチ連打）         | UFC 266: Volkanovski vs. Ortega                                            | 2021年9月25日  |
| ×    | ヴァレンティーナ・シェフチェンコ   | 2R 3:19 TKO（グラウンドの肘打ち連打）     | UFC 261: Usman vs. Masvidal 2 【UFC世界女子フライ級タイトルマッチ】        | 2021年4月24日  |
| ○    | ケイトリン・チュケイギアン         | 1R 4:55 TKO（右ボディブロー）             | UFC Fight Night: Ortega vs. The Korean Zombie                              | 2020年10月18日 |
| ×    | ローズ・ナマユナス                 | 5分3R終了 判定1-2                         | UFC 251: Usman vs. Masvidal                                                | 2020年7月11日  |
| ×    | ジャン・ウェイリー                 | 1R 0:42 TKO（パウンド）                   | UFC Fight Night: Andrade vs. Zhang 【UFC世界女子ストロー級タイトルマッチ】 | 2019年8月31日  |
| ○    | ローズ・ナマユナス                 | 2R 2:58 KO（スラム）                      | UFC 237: Namajunas vs. Andrade 【UFC世界女子ストロー級タイトルマッチ】     | 2019年5月11日  |
| ○    | カロリーナ・コバケビッチ           | 1R 1:58 KO（右フック）                    | UFC 228: Woodley vs. Till                                                  | 2018年9月8日   |
| ○    | ティーシャ・トーレス               | 5分3R終了 判定3-0                         | UFC on FOX 28: Emmett vs. Stephens                                         | 2018年2月24日  |
| ○    | クラウディア・ガデーリャ           | 5分3R終了 判定3-0                         | UFC Fight Night: Saint Preux vs. Okami                                     | 2017年9月23日  |
| ×    | ヨアナ・イェンジェイチック         | 5分5R終了 判定0-3                         | UFC 211: Miocic vs. dos Santos 2 【UFC世界女子ストロー級タイトルマッチ】   | 2017年5月13日  |
| ○    | アンジェラ・ヒル                   | 5分3R終了 判定3-0                         | UFC Fight Night: Bermudez vs. Korean Zombie                                | 2017年2月4日   |
| ○    | ジョアン・コールダウッド           | 1R 4:38 ギロチンチョーク                  | UFC 203: Miocic vs. Overeem                                                | 2016年9月10日  |
| ○    | ジェシカ・ペネ                     | 2R 2:56 TKO（スタンドパンチ連打）         | UFC 199: Rockhold vs. Bisping 2                                            | 2016年6月4日   |
| ×    | ラケル・ペニントン                 | 2R 4:58 リアネイキドチョーク              | UFC 191: Johnson vs. Dodson 2                                              | 2015年9月5日   |
| ○    | サラ・モーラス                     | 5分3R終了 判定3-0                         | UFC Fight Night: Mir vs. Duffee                                            | 2015年7月15日  |
| ×    | マリオン・レノー                   | 1R 1:54 三角絞め                          | UFC Fight Night: Bigfoot vs. Mir                                           | 2015年2月22日  |
| ○    | ラリッサ・パシェコ                 | 1R 4:33 ギロチンチョーク                  | UFC Fight Night: Bigfoot vs. Arlovski                                      | 2014年9月13日  |
| ○    | ラケル・ペニントン                 | 5分3R終了 判定3-0                         | UFC 171: Hendricks vs. Lawler                                              | 2014年3月15日  |
| ○    | ロジー・セクストン                 | 5分3R終了 判定3-0                         | UFC Fight Night: Machida vs. Munoz                                         | 2013年10月26日 |
| ×    | リズ・カムーシェ                   | 2R 3:57 TKO（パウンド＆肘打ち連打）       | UFC on FOX 8: Johnson vs. Moraga                                           | 2013年7月27日  |
| ○    | ミラナ・ドゥディエヴァ             | 2R 4:34 ギロチンチョーク                  | ProFC 47: Russia vs. Europe                                                | 2013年4月14日  |
| ○    | ルシアナ・ドス・パッソス・ペレイラ | 2R 3:35 リアネイキドチョーク              | Web Fight Combat 1                                                         | 2013年1月27日  |
| ×    | ジェニファー・マイア               | 5分3R終了 判定0-3                         | Samurai FC 9: Water vs. Fire                                               | 2012年12月15日 |
| ○    | ヴァネッサ・シウバ                 | 1R 1:15 TKO（パンチ連打）                 | Heavy Fighting Championship 2                                              | 2012年10月13日 |
| ○    | アレッサンドラ・シウバ             | 1R 3:29 ギロチンチョーク                  | Strike Combat                                                              | 2012年9月15日  |
| ○    | ドゥダ・ヤンコビッチ               | 1R 3:02 ギロチンチョーク                  | Bitetti Combat 12: Oswaldo Paqueta                                         | 2012年9月8日   |
| ○    | ジュリアナ・シウバ                 | 1R 1:14 ギロチンチョーク                  | Ring of Fire 4: In the Faive                                               | 2012年8月28日  |
| ○    | リリアン・コヘイア                 | 2R KO（ボディーブロー）                   | Heavy Fighting Championship 1                                              | 2012年5月20日  |
| ×    | キンバリー・タナカ・ノバエス       | 2R 2:42 TKO（スタンドパンチ＆膝蹴り連打） | Nitrix: Champion Fight 11                                                  | 2012年5月5日   |
| ○    | ブルーナ・フェルナンジス           | 1R 2:06 TKO（パンチ連打）                 | Wako Grand Prix 3                                                          | 2011年11月19日 |
| ○    | ヴェイジー・ボルジェス             | 2R 3:40 TKO（パンチ連打）                 | Sagaz Combat                                                               | 2011年9月6日   |

## 獲得タイトル
- 第4代UFC世界女子ストロー級王座（2019年）

## 表彰
- ブラジリアン柔術 茶帯
- UFC パフォーマンス・オブ・ザ・ナイト（4回）
- UFC ファイト・オブ・ザ・ナイト（4回）